# Bloomfield (Missouri)
Pour les articles homonymes, voir Bloomfield.
La ville de Bloomfield est le siège du comté de Stoddard, situé dans l'État du Missouri, aux États-Unis. Lors du recensement de 2010, elle comptait 1 933 habitants.